# Station Potęgowo
Station Potęgowo is een spoorwegstation in de Poolse plaats Potęgowo.